# Friedhelm Frischenschlager
Friedhelm Frischenschlager (ur. 6 października 1943 w Salzburgu) – austriacki polityk i prawnik, poseł krajowy i europejski, jeden z założycieli Forum Liberalnego, były minister obrony.

## Życiorys
W 1969 ukończył studia prawnicze na Uniwersytecie Wiedeńskim, po których rozpoczął pracę na tej uczelni. Pełnił funkcję wiceprzewodniczącego jednej z organizacji studenckich. Zaangażował się w działalność Wolnościowej Partii Austrii. W latach 70. zasiadał w radzie miejskiej Salzburga. W 1977 objął mandat posła do Rady Narodowej XIV kadencji. Odnawiał go w sześciu kolejnych wyborach (1979, 1983, 1986, 1990, 1994 i 1995). Pełnił różne funkcje w ramach FPÖ, m.in. wiceprezesa tego ugrupowania (1984–1988). 
Od 1983 do 1986 w koalicyjnym rządzie swojego ugrupowania z socjaldemokratami, kierowanym przez Freda Sinowatza, sprawował urząd ministra obrony. Pełniąc tę funkcję, w styczniu 1985 oficjalnie powitał na lotnisku Waltera Redera, dowódcę jednego z oddziałów 16 Dywizji Grenadierów Pancernych SS „Reichsführer SS”, skazanego na karę dożywotniego pozbawienia wolności w procesie dotyczącym masakry w Marzabotto. Gest ten ze strony członka rządu wobec austriackiego zbrodniarza wojennego, którego warunkowo zwolniono, wywołał międzynarodowy skandal.
W 1993 opuścił Wolnościową Partię Austrii, współtworząc Forum Liberalne. W 1996 został wybrany jako jedyny przedstawiciel tej partii do Parlamentu Europejskiego IV kadencji, w którym zasiadał do 1999. Od 2000 do 2001 czasowo pełnił obowiązki przewodniczącego liberałów. Wycofał się następnie z bieżącej polityki, zajmując się pracą naukową i działalnością konsultingową. Był również dyrektorem departamentu misji OBWE w Kosowie (2001–2003), pełnił funkcję sekretarza generalnego Unii Europejskich Federalistów.